# Maryna y Serhiy Dyachenko

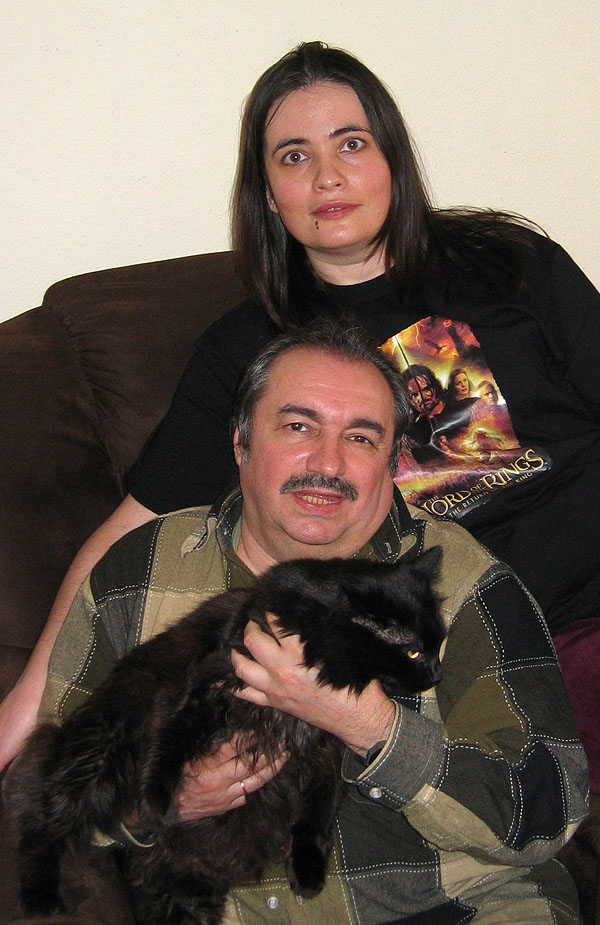
Fotografía de Maryna y Serhiy Dyachenko

Los esposos Maryna Yuryivna Dyachenko (nacida el 23 de enero de 1968) y Serhiy Serhiyovych Dyachenko (14 de abril de 1945 - 5 de mayo de 2022) (Marina Yuryevna Dyachenko (Shirshova) y Sergey Sergeyevich Dyachenko) (rus. Марина и Сергей Дяченко, ukr. Марина та Сергій Дяченки) son coautores de literatura fantástica de Ucrania que escriben en ruso. Tres de sus novelas han sido traducidas al inglés. En la Convención Mundial y Paneuropea de Ciencia Ficción Eurocon 2005, celebrada en Glasgow, Marina y Serhiy Dyachenko fueron reconocidos como los mejores escritores de ciencia ficción de Europa.

## Vida personal
Los Dyachenko son de Kiev, Ucrania. Durante cuatro años vivieron en Rusia, y en 2013 se trasladaron a California, Estados Unidos.
Serhiy Dyachenko falleció el 5 de mayo de 2022 en Estados Unidos.

## Trabajo

### Antecedentes
Serhiy Dyachenko se graduó en el Universidad Nacional Médica Bogomolets y trabajó como psiquiatra. Más tarde, Serhiy Dyachenko trabajando como escritor y guionista, junto con el director Anatoliy Borsyuk y el director de fotografía Oleksandr Frolov, fue galardonado con el Premio Nacional Taras Shevchenko de Ucrania en 1987 por "La estrella de Vavilov" (Ruso: "Звезда Вавилова") sobre la vida del agrónomo ruso encarcelado Nikolai Vavilov. La película fue producida por el Kyiv Studio of Popular Science Films. Serhiy se licenció en la Facultad de Guiones de la Universidad Panrusa Guerásimov de Cinematografía en 1989. Maryna Dyachenko se licenció en la Instituto de Teatro de Kiev en 1989 y trabajó como actriz profesional de teatro y cine.

### Autodescripción y colaboración
Los Dyachenko describen su obra como "realismo M", con la "M" "abierta a la interpretación".  Sin definir el significado de la "M", en 2014 Sergey Dyachenko lo explicó como "realismo de Marina", ampliando "de ahí viene el romanticismo, y el humanismo obstinado, y la esperanza en la magia blanca y en un mañana mejor."
Sus obras han sido objeto de análisis académicos.
En un perfil de 2019, Julia Meitov Hersey resumió su colaboración de la siguiente manera: "Es gracias a las habilidades de Serguéi para escribir tramas sólidas que los hermosos mundos etéreos de Marina tienen una estructura tan fuerte, unos cimientos construidos sobre la carne y los huesos de los personajes, su sangre y sus lágrimas. Su fantasía ideal es la historia de una persona real en un mundo quimérico."

### Novelas
El guardián de la puerta (en ruso: Привратник), su primera novela, se publicó en 1994. Recibió el premio Mesa de Cristal (en ruso: Хрустальный стол) en el festival del libro Zoryany Schlyach, y la novela fue galardonada con el título de "Mejor Obra Debutante" en el certamen EuroCon de 1995. El guardián de la puerta se convirtió en la primera novela de la tetralogía fantástica de Dyachenkos Vagabundos ("Скитальцы"). Con la publicación de La cicatriz (en ruso: Шрам) (1997), secuela de El guardián de la puerta, los Dyachenkos se consagraron como maestros de la ficción fantástica psicológica. La cicatriz ha recibido el premio "Espada en la piedra" a la mejor novela fantástica de 1997.
El ritual (en ruso: Ритуал) (1996) trata sobre una princesa y un dragón, este último mitad humano. La novela recibió poca atención y no fue galardonada con ningún premio.
La edad de la bruja (1997) (en ruso: Ведьмин век) trata de personajes de varias mitologías, sobre todo eslavas. Recibió un premio de literatura de la revista Rainbow (en ruso: Радуга) en 1997 y el "Zilantkon" - "Gran Zilant" premio (en ruso: Зиланткон - Большой Зилант) en Kazán en 1998.
La caverna (1998) (en ruso: Пещера) recibió en 1999 el premio "Espada de la Luna" a la mejor obra de "literatura mística" publicada entre 1997 y 1999.
Torre quemada (1998) (en ruso: Горелая Башня) recibió un premio en el concurso Interpresscon de 1999.
La frontera (1999) (en ruso: Рубеж), escrita con A. Valentinov (en ruso: А.Валентиновым) y H. L. Oldie (en ruso: Г. Л. Олди), fue galardonada con el premio Caduceo de Oro en el festival "Star Bridge - 2000".
La ejecución (1999) (en ruso: Казнь) recibió un "The Wаnderer" premio en 2000 y el premio al aprecio de los lectores "Sigma-F" en 2000 como Novela del Año.
Armaged-Home (en ruso: Армагед-дом) (1999), obra de ciencia ficción social, se desarrolla a lo largo de varios periodos que abarcan la vida de su heroína y la sociedad en la que vive. En opinión de muchos críticos y lectores, es una de sus mejores novelas.
La tarjeta verde (2000) (en ruso: Зелёная карта), posteriormente adaptada al cine, es una obra de ficción realista sobre unos residentes de Kiev que han recibido la oportunidad de emigrar a Estados Unidos.
Los magos lo pueden todo (2001) (en ruso: Магам можно всё) recibió el premio "Caduceo de Oro" en el festival Golden Bridge de 2001.
El valle de la conciencia (en ruso: Долина Совести) recibió el Caracol de Bronce, Ciencia ficción rusa - 2002, Sigma-F, y el premio "Caduceo de Oro" en el festival Golden Bridge 2002.
Pandem (en ruso: Пандем) se llevó el premio "Caduceo de plata" en el festival Star Bridge 2003.
Varan (en ruso: Варан) obtuvo el premio "Caduceo de bronce" en el festival Star Bridge 2004.
En 2008 se publicó El Rey de Cobre, una novela fantástica relacionada con ella.
El pentáculo (en ruso: Пентакль), coescrito A. Valentinov (en ruso: А.Валентиновым) y G. L. Oldi (en ruso: Г. Л. Олди), fue galardonado con el premio "Caduceo de Oro" en el festival Star Bridge de 2005.
Energía salvaje. Lana (marzo de 2006) (en ucraniano: Дика Енергія. Лана) es un cuento de hadas influido por la música de la cantante ucraniana Ruslana (en ucraniano: Руслана), a quien los autores dedicaron la obra. Fue galardonada con el premio "Caduceo de Bronce" en el festival Star Bridge de 2006.
La llave del reino (en ruso: Ключ от королевства) y su secuela La palabra de Oberón (en ruso: Слово Оберона) aparecieron en 2006. La trilogía concluyó con El mal no tiene poder (en ruso: У зла нет власти) (2008).
Alena y la aspirina (en ruso: Алёна и Аспирин), una novela fantástica psicológica no relacionada, se publicó en 2006. Fue publicada en 2020 por HarperCollins con el título Daughter from the Dark.
Vita Nostra' se publicó en 2007. Fue la primera novela del ciclo "Metamorfosis", relacionado temáticamente. El libro recogió decenas de premios de lectores y profesionales. La traducción de Julia Meitov Hersey de Vita Nostra fue publicada por la editorial HarperCollins en noviembre de 2018. Digital, o Brevis Est, (2009) y Migrante, o Brevi Finietur, una obra de ciencia ficción, continúan el ciclo.
Possessed, una fantasía urbana, se publicó en 2011.

## Novelas
El último Don Quijote (2000) (en ruso: Последний Дон Кихот), una variación de la novela de Miguel de Cervantes, se convirtió en la base de una obra teatral. La novela fue galardonada con el "Caracol de Bronce" (en ruso: Бронзовая Улитка) (2001).

### Premios
En 2001, Marina y Sergey Dyachenko recibieron el premio "Aelita" (en ruso: Аэлита).

## Premios literarios
Maryna y Serhiy Dyachenko han recibido los premios literarios de ciencia ficción más prestigiosos de la Comunidad de Estados Independientes. Prácticamente todas las novelas que han escrito, además de varios relatos cortos, han recibido diversos galardones.
Fueron galardonados como los mejores escritores de Europa por la ESFS en la Eurocon de 2005.

### Novelas
- The Gate Keeper (en ruso: Привратник)
- The Rite (en ruso: Ритуал)
- The Scar (en ruso: Шрам)
- Skrut (en ruso: Скрут)
- The Successor (en ruso: Преемник)
- Age of the Witch (en ruso: Ведьмин век)
- The Cave (en ruso: Пещера)
- The Execution (en ruso: Казнь)
- Armaged-Home (en ruso: Армагед-дом)
- The Adventurer (en ruso: Авантюрист)
- Magicians May Do Everything (en ruso: Магам можно все)
- Valley of the Conscience (en ruso: Долина Совести)
- Pandem (en ruso: Пандем)
- The Pentacle (en ruso: Пентакль) (co-authored with Andrey Valentinov and H. L. Oldie)
- Varan (en ruso: Варан)
- Alena and Aspirine/Daughter from the Dark (en ruso: Алёна и Аспирин) (published in Russian and Ukrainian)
- Wild Energy. Lana (en ucraniano: Дика енергія. Лана) (published in Russian and Ukrainian)
- The Key of the Kingdom (en ruso: Ключ от королевства) (published in Russian and Ukrainian)
- Oberon's Word (en ruso: Слово Оберона) (published in Russian and Ukrainian) (en ucraniano: Королівська обіцянка)
- Vita Nostra (published in English in November 2018)
- The Copper King (en ruso: Медный Король)
- Evil Has No Power (en ruso: У зла нет власти)
- Digital, or Brevis Est (en ruso: Цифровой, или Brevis Est)
- Migrant, or Brevi Finietur (en ruso: Мигрант, или Brevi Finietur)
- Possessed (en ruso: Одержимая)
- Hundredfold (en ruso: Стократ; also a wordplay on Socrates)
- Dark World: Equilibrium (en ruso: Темный мир. Равновесие)
- The Ray (en ruso: Луч)

- "Bastard" (en ruso: Бастард)
- "Stone's Roots" (en ruso: Корни Камня)
- "Burned Tower" (en ruso: Горелая Башня)
- "Last Don Quixote"(en ruso: Последний дон Кихот)
- "Green Card"(en ruso: Зеленая карта)
- ""Wolfs' Land" (en ruso: Волчья сыть)
- "Emma and the Sphinx" (en ruso: Эмма и сфинкс)
- "The Well Master" (en ruso: Хозяин Колодцев)
- "Kon" (en ruso: Кон)
- "Miseracle" (en ruso: Мизеракль)
- "Zoo" (en ruso: Зоопарк)
- "Two" (en ruso: Две)
- "My Noble Knight Has Left Me..." (en ruso: Уехал славный рыцарь мой)
- "The Sail Bird" (en ruso: Парусная птица)
- "Vesnars' Land" (en ruso: Земля веснаров)

### Novelas cortas
- "Virlena"(en ruso: Вирлена)
- "Outside" (en ruso: Вне)
- "The Throne" (en ruso: Трон)
- "Oskol" (en ruso: Оскол)
- "Horde's Man" (en ruso: Ордынец)
- "A Tale About Golden Rooster" (en ruso: Сказ о Золотом Петушке)
- "The Spell" (en ruso: Заклинание)
- "Blind Basilisk" (en ruso: Слепой василиск)
- "The Hamlet" (en ruso: Хутор)
- "Mackler and Magic"(en ruso: Маклер и магия)
- "The Wing" (en ruso: Крыло)
- "Dark Side of the Moon" (en ruso: Обратная сторона Луны)
- "Basketball" (en ruso: Баскетбол)
- "Hair" (en ruso: Волосы)
- "The Bloom" (en ruso: Бутон)
- "The Promise" (en ruso: Обещание)
- "Lunar Landscape" (en ruso: Лунный пейзаж)
- "Marta" (en ruso: Марта)
- "Visit to a Paediatrician" (en ruso: Визит к педиатру)
- "'Churrem" ("The One Who Smiles") (en ruso: Хуррем - значит "Улыбчивая")
- "Ataman" (en ruso: Атаман)

#### Con A. Valentinov, H. L. Oldie
- The Frontier (en ruso: Рубеж)
- Bashtan (en ruso: Баштан)
- Fights with no Rules (en ruso: Бои без правил)
- Devil's Expedition (en ruso: Чертова экзистенция)
- The Potato (en ruso: Картошка)
- Werewolf in the Uniform (en ruso: Оборотень в погонах)
- Bursak (en ruso: Бурсак)
- Sanatorium (en ruso: Санаторий)
- The Neighbor (en ruso: Сосед)
- Venus Mirgorodus (en ruso: Венера Миргородская)
- Day of the Dead in the Community Center (en ruso: День мертвых в доме культуры)
- Sold Soul (en ruso: Проданная душа
- Bazaar (en ruso: Базар)
- Rescuers (en ruso: Спасатели)
- The Wanderer (en ruso: Колоброд)
- The Quarteronesse (en ruso: Квартеронка)
- Dress Shoes (en ruso: Туфли)
- Charisma Nuyrki Gavrosh (en ruso: Харизма Нюрки Гаврош)
- Monte-Carltown (en ruso: Монте-Карловка)
- Let's go to the Basement? (en ruso: Пойдем в подвал?)
- Nespokiy (en ruso: Неспокий)
- Scary M. (en ruso: Страшная М.)
- Bogdana (en ruso: Богдана)
- The Serdolick Perl (en ruso: Сердоликовая бусина)
- The Attraction (en ruso: Аттракцион)
- The Pan's Orchid (en ruso: Панская орхидея)
- Cossack's Blood (en ruso: Казачья кровь)
- The Flaming Motor (en ruso: Пламенный мотор)
- The Competition (en ruso: Конкурс)
- The Bequest Stone (en ruso: Камень завета)
- Five Dead-ends Street (en ruso: Улица пяти тупиков)

### Juegos
- Last Don Quixote (en ruso: Последний дон Кихот)

### Literatura infantil
- Flying Hat (en ruso: Летающая шляпа) (with A. Bondarchuk and I. Malkovich) Published in Ukrainian.
- Tales for Stevo (en ruso: Сказки для Стаски)
- Adventures of Masha Michailova (en ruso: Приключения Маши Михайловой); also published in Ukrainian (en ucraniano: Пригоди Марійки Михайлової).
- Search of Masha Michailova (en ruso: Сыск Маши Михайловой)
- Flying fish (en ruso: Воздушные рыбки) Published in Russian, Ukrainian an English
- Giraffe and Panda (en ruso: Жирафчик и Пандочка) Published in Russian and Ukrainian.
- Fairy Tales: About the old woman, About the barrel, About the river, About the chicken, About the chicken-2, About the cricket (en ruso: Про старушку, Про бочку, Про реку, Про курицу, Про курицу-2, Про сверчка)
- Gabriel and The Steel Lumberjack (en ucraniano: Габріель і сталевий лісоруб) Published in Ukrainian.

## Criaturas y objetos ficticios creados por los escritores
Esta sección enumera objetos y criaturas únicos, que nunca se utilizaron en ninguna otra obra, o en obras muy oscuras, como "Chugaister" (en ruso: Чугайстер).
- "Glaive" (del libro Armaggedon-Home) - Son las larvas de los dalfines que surgen durante el apocalipsis. Son mortales para todos los seres vivos. Son extremadamente resilientes, resistentes a las altas temperaturas, no necesitan refugio y son capaces de sobrevivir a un apocalipsis sin ponerse a cubierto. Los dálfines de esta novela se parecen a los delfines reales. Han evolucionado para sobrevivir a un apocalipsis de la siguiente manera: las hembras ponen huevos una vez cada veinte años, justo antes del apocalipsis. Los cambios críticos en el entorno, y a veces sólo las señales de advertencia, estimulan el desarrollo de las larvas. Las criaturas migran de vuelta al océano cuando la actividad sísmica ha terminado. La siguiente etapa de su desarrollo es el capullo. Un dálphin pasa de uno a dos meses dentro del capullo antes de emerger como adulto. En el mundo de este libro, mencionar los glaives es un tabú, probablemente por el miedo que se les tiene. La palabra glaive significa arma de filo que se utilizaba en la época medieval.
- "El Yellowmore" (en ruso: Желтомар) (del libro Bastardo) es una trampa para magos. Parece un anciano tallado en un árbol. Este anciano fuma una pipa que emite humo amarillo. El humo mata a los seres vivos, al concentrarse en el calor corporal.
- "El Devorador" (en ruso: Зажора) (del libro Bastardo) es una trampa para magos. Es un agujero en el suelo que atrae a sus víctimas con un grito infantil de auxilio. La víctima que se acerca es succionada por un torbellino.
- "Calidones" (en ruso: Калидоны) (del libro El Ritual) son gigantescos pájaros blancos, que viven cerca de los dragones. Se arrancan sus propias plumas blancas y suaves para incubar a sus polluelos.
- "Mryga" (en ruso: Мрыга) (del libro Armaggedon-Home) es un apocalipsis, que llega periódicamente, aproximadamente cada veinte años. Durante este período se forman "Las puertas": objetos de naturaleza desconocida, que parecen un arco de piedra con un espejo en su interior. Las personas que entran en el espejo están a salvo del apocalipsis y pueden regresar una vez finalizado. También se forman "puertas menores", que son utilizadas por los animales y no pueden ser empleadas por los humanos. Hay suficientes puertas formadas, por lo que cada persona tiene la oportunidad de salvarse si entra en la más cercana. Estas puertas transmiten algún tipo de señal, pero los humanos no han podido determinar cual es.
- "Nav", "Navka", "Nyavka" (en ruso: Навь, навка, нявка) (del libro La edad de la bruja) es una criatura mágica que toma su forma después de una persona que ha muerto recientemente. Cobra vida si alguien amaba a esa persona muerta y deseaba que volviera. Nav utiliza el engaño para matar a la persona que le dio vida. Nav, al igual que Chugaister, están tomados de la mitología ucraniana, pero difieren del material de origen en muchos aspectos. Por ejemplo: en la novela clásica ucraniana La canción del bosque (en ucraniano: Лісова Пісня), de Lesya Ukrainka, el personaje principal es un Navka, un espíritu del bosque o duendecillo.
- "Chugaister" (en ruso: Чугайстер) (del libro La edad de la bruja, probablemente tomado del libro "La canción del bosque" de Lesya Ukrainka) son criaturas mágicas muy parecidas a los humanos. Los Chugaister, a veces solos, a veces en grupo, destruyen a los Navs (véase más arriba), bailando a su alrededor. Al hacerlo, hacen que los Navs bailen con ellos hasta que caen muertos. El Chugaister fue tomado de la mitología ucraniana, pero es algo diferente de la criatura original.
- "Elfoush" (en ruso: Эльфуш) (del libro El maestro de pozos) es una pequeña criatura voladora algo inteligente, que se parece a un elfo. Los niños pequeños y las personas enamoradas pueden entender lo que dicen los elfoushes, convirtiéndose así en sus presas.
- "Ama de Casa" (en ruso: Домохранец) (del libro El Amo de los Pozos) es un pequeño demonio doméstico, parece un hombrecillo con patas de araña.